# いつかのメイン
『いつかのメイン』は、水穂しゅうしによる日本の漫画作品。
はったりは強いが喧嘩が弱い少年が暴走族で活躍する姿を描いた漫画で、『週刊ヤングジャンプ』（集英社）で1995年から1996年まで連載された。
1996年には、『いつかのメイン 雷少年・天太参上!』という題名でOVAが発売された。

## あらすじ
浅草を拠点とする暴走族“雷少年”のメンバーである観音寺天太は、先輩の貴品を敵対勢力“写楽”から救ったことがきっかけで親しくなる。
その結果、天太はすごい男だといううわさが独り歩きし、喧嘩に巻き込まれる機会が増えた。

## 登場人物

### 雷少年
観音時天太
本作の主人公。浅草を拠点とする暴走族“雷少年”の一員。一巻の時点で中学三年生。喧嘩は苦手とする一方はったりを得意している。先輩の貴品を救ったことがきっかけですごい男だといううわさが独り歩きした結果、喧嘩に巻き込まれる機会が増えた。
その後、アメリカへ語学留学へ行くが、母親が倒れたという連絡を受けて帰国した。
千秋からはテンタンと呼ばれていた。
貴品
天太の先輩。天太に助けてもらってからは親友となる。

### その他
緑
“雷少年”と敵対関係にある暴走族“写楽”の総長。偶然決まった天太の一発に敗北を喫した。
井出
“写楽”のNo.2で、緑ともども天太の偶然の一発に敗北を喫した。
城千秋
天太の幼馴染で、天太からはチータンと呼ばれていた。
引越しで子供の頃に天太と離れた後、千葉を拠点とする“百鬼夜行（デビルラン）”の総長になり、東京制圧計画を実行に移した。
夏樹
雷少年と友好関係にあるレディース“弥勒”の総長で、天太の幼馴染にあたる。
純
天太が留学先で知り合ったサーファー。
竜二
天太が留学先で知り合った元ヤクザ。かつてはハナウマの竜という異名で恐れられていた。
ミウ
天太が留学先で親しくなった少女。
ビリー
ミウのホストファーザーで、彼女に性的虐待を加えていた。

## 書誌情報
- 水穂しゅうし 『いつかのメイン』 集英社〈ヤングジャンプ・コミックス〉、全8巻
  1. 1995年02月発売 ISBN 4-08-875310-0
  2. 1995年05月発売 ISBN 4-08-875311-9
  3. 1995年08月発売 ISBN 4-08-875312-7
  4. 1995年11月発売 ISBN 4-08-875313-5
  5. 1996年02月発売 ISBN 4-08-875314-3
  6. 1996年05月発売 ISBN 4-08-875314-3
  7. 1996年08月発売 ISBN 4-08-875316-X
  8. 1996年09月発売 ISBN 4-08-875317-8

## OVA
『いつかのメイン 雷少年・天太参上!』という題名で、1996年2月21日に発売された。

### キャスト
- 観音時天太：置鮎龍太郎
- 貴品：矢尾一樹
- 納見：堀内賢雄
- 片山：島田敏
- 高倉亜紀：浅田葉子
- 神：二又一成
- 梅：うえだゆうじ

## スタッフ
- 製作:J.C.STAFF[1]
- 監督：又野弘道
- プロデューサー：嶋津毅彦、阿部倫久
- 原作：水穂しゅうし
- 脚本：静谷伊佐夫
- キャラクターデザイン：和田崇
- 作画監督：梶谷光春
- 音楽：佐藤天平